# 김신철 (축구 선수)
김신철(한국 한자: 金伸哲, 1990년 11월 29일 ~ )은 대한민국의 전직 축구 선수로 현역 시절 부천 FC 1995, FC 안양, 천안 시티 등에서 공격수로 활동했으며 김봉길 전 옌볜 룽딩 감독의 아들로도 알려져 있다.

## 클럽 경력
2013 K리그 드래프트를 통해 K리그 챌린지 부천 FC에 입단하였다. 2013 시즌 종료 후 안산 경찰청에 입대하였고 2014년 9월 25일 전역하여 부천으로 복귀하였다.
2017시즌을 앞두고 FC안양의 박민과 트레이드되어 안양에 입단하였다.
2020시즌을 앞두고 천안시청에 입단했다. 2020시즌 종료 후 팀에서 퇴단했다.